# People’s Party (Malawi)
Die People’s Party (PP; deutsch „Volkspartei“) ist eine politische Partei in Malawi, die 2011 von Joyce Banda gegründet wurde. 

## Geschichte
Joyce Banda gründete die People’s Party, nachdem sie die Democratic Progressive Party in einem Streit über die Präsidentschaftsnachfolge für das Jahr 2014 verlassen musste. Banda ist Parteivorsitzende. Die Partei stellte vor 2014 mit Uladi Mussa, Abgeordneter aus Salima, einen Parlamentarier in der malawischen Nationalversammlung. 2014 errang die PP 26 der 193 Sitze in der Nationalversammlung. Bei den Wahlen 2019 fiel sie auf fünf Sitze.

## Zulassung als Partei
Zunächst wurde die People’s Party 2011 offiziell nicht als Partei anerkannt. Angeblich habe der Name dem anderer Parteien zu ähnlich geklungen. Der Oberste Gerichtshof ordnete noch 2011 jedoch die Zulassung der Partei an.

## Ausrichtung
Die People’s Party gilt als sozialliberal. Sie setzt sich für die Einheit Malawis, Gleichheit und wirtschaftliche Entwicklung ein. Darüber hinaus steht sie für wirtschaftliche und politische Freiheit ein, für Teilhabe und Dezentralisierung sowie Frieden und Menschenwürde. Außerdem fordert sie bezahlbare Preise.